# Gramsh
Gramsh város, egyúttal községközpont és alközség Albánia középső részén, Elbasan városától légvonalban 29, közúton 44 kilométerre dél–délkeletre, a Devoll folyó jobb partján. Elbasan megyén belül Gramsh község székhelye, Gramsh alközség központja, egyúttal ez utóbbi egyetlen települése is. A 2011-es népszámlálás alapján az alközség, azaz Gramsh város népessége 8440 fő. Fiatal város, a kommunizmus évtizedeiben fejlesztették regionális adminisztratív központtá, gazdasági szempontból Albánia leginkább leszakadt térségei közé tartozik.

## Fekvése
Gramsh a Devoll völgyének középső szakaszában fekszik kb. 220 méteres tengerszint feletti magasságban, a folyó kiszélesedett, 500-600 méteres dombhátakkal szegélyezett völgytalpában. A víz folyása itt lelassul, és Gramsh körzetében veszi fel több mellékfolyóját: a Vërçát, a Tomorricát és a Holtát. A völgyet nyugati irányból a Tomorr-hegység, keletről pedig a Shpat- és a Valamara-hegység hegylábai kísérik. A Devoll jobb partján fekvő várost átszeli a Shkumbin völgyét Maliqtyal összekötő SH71-es főút. Gramshból indul ki egy jól járható másodrendű út, amely a folyó túlpartján, a Tomorrica-völgyben vezet végig.

## Története
A mai Gramsh vidékén a 7–8. században szláv törzsek telepedtek le, a helynévanyag mellett erről tanúskodnak a környék ásatásairól előkerült leletek is. Első említése 1610-ből ismert Gramsi alakban. A 20. század közepéig falusias jellegű település volt. Az első világháborúban 1916 nyarától osztrák–magyar, majd 1918 júliusától francia megszállás alatt állt. A második világháború során, 1942/1943 telén – Korça és Vlora körzete mellett – Gramsh környékén bontakoztak ki a kommunista partizánok első szervezett fegyveres akciói az országot megszálló olaszok ellen.
A kommunizmus évtizedeiben fejlesztették adminisztratív központtá, 1960-ban elnyerte a városi rangot,[forrás?] ezenkívül könnyűipari üzemegységeket is telepítettek a fiatal városba (fegyver- és konzervgyár, çekini gépállomás). Az 1960-as évektől működő fegyvergyár játszotta a legfontosabb szerepet Gramsh életében, ahol hadi felszereléseket, robbanószereket és Kalasnyikov gépkarabélyokat gyártottak. Az 1980-as évek fontos, munkahelyeket teremtő beruházása volt a Devoll völgyzáró gátjának és vízierőművének építése, a mesterséges Banjai-tó (Liqen i Banjës) kialakítása Gramshtól északnyugatra.
Gramsh és körzete országos szinten is az 1991-es rendszerváltás egyik legnagyobb vesztese lett. A vízierőmű munkálatai félbeszakadtak, a könnyűipari üzemegységekben jelentősen visszaesett vagy meg is szűnt a termelés. Az állami fegyvergyár, ha visszaesett termelőkapacitással is, de továbbra is üzemelt, külföldi eladásra gyártotta tovább a lőszert és a fegyvert, a bevételek azonban a rendszerváltás után, 1991-ben kormányt alakító Albán Szocialista Párt kasszájába vándoroltak. Az 1990-es években országosan Gramsh kerületben volt a legmagasabb a munkanélküliségi ráta, amely 2000 augusztusában a 48%-ot is elérte. A lakosság egy része Tiranában keresett boldogulást, nagy arányú elvándorlás sújtotta a települést és környékét. Kukës és Kurbin körzetek mellett Gramshban is elmélyült a lakhatási szegénység, az 1990-es évek végén a lakásállomány 60-85%-a részlegesen vagy teljesen komfort nélküli volt. Az 1997-es piramisjáték-válság nyomán elmélyült belpolitikai válság során Gramshban több ízben zavargásokra és fosztogatásokra került sor, a fegyvergyár raktárainak feltörését az üzem dolgozói akadályozták meg. Bár az egymást követő kormányok folyamatosan ígéreteket tesznek a Gramsh leszakadásának véget vető állami beruházásokra, a banjai vízerőmű befejezésére, a város gazdasági helyzete nem javult jelentősen.

## Nevezetességei
A kommunizmus évtizedeiben kiépült Gramsh látnivalókban szűkölködik, városképe más albániai szocialista kisvárosokat idéz. A középületeknek helyet adó főteret öt-hat emeletes blokkházak övezik.